# Curva cruciforme

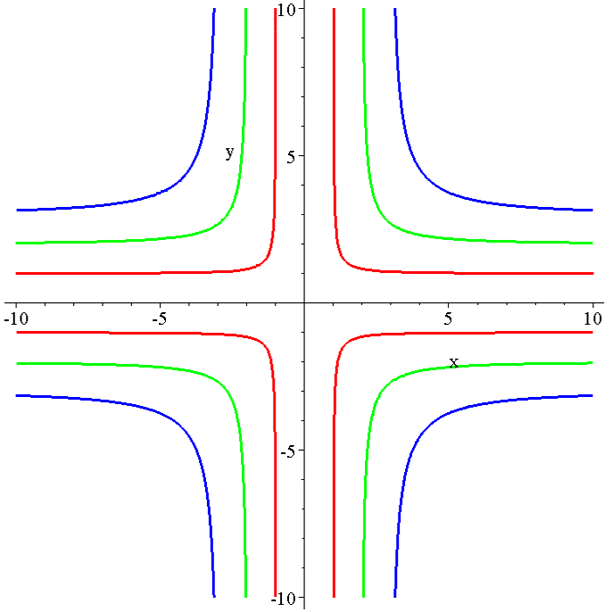
Curva cruciforme con parámetros (b,a) con valores (1,1) en rojo; (2,2) en verde; (3,3) en azul.

La curva cruciforme es una curva plana cuártica definida por la ecuación
{\displaystyle x^{2}y^{2}-b^{2}x^{2}-a^{2}y^{2}=0\,}
donde a y b son dos parámetros que determinan la forma de la curva.
La curva cruciforme está relacionada por una transformación cuadrática estándar, x ↦; 1/x, y ↦; 1/y con la elipse a2x2 + b2y2 = 1, y por eso es una curva algebraica plana racional del género cero. La curva cruciforme tiene tres puntos dobles en el plano proyectivo real, en x=0 y y=0, x=0 y z=0, y y=0 y z=0.
Como que la curva es racional, puede ser parametrizada por funciones racionales. Por ejemplo, si a=1 y b=2, entonces
{\displaystyle x=-{\frac {t^{2}-2t+5}{t^{2}-2t-3}},y={\frac {t^{2}-2t+5}{2t-2}}}
parametriza los puntos en la curva fuera de los casos excepcionales donde el denominador es cero.
- Datos: Q18368730
- Multimedia: Cruciform curves / Q18368730